# 384 Dywizja Piechoty (III Rzesza)
384 Dywizja Piechoty (niem. 384. Infanterie-Division) – niemiecka dywizja z czasów II wojny światowej, uczestniczyła w walkach na terytorium Związku Radzieckiego. Zniszczona pod Stalingradem. 
Sformowana na poligonie Königsbrück na mocy rozkazu z 10 stycznia 1942 roku, w 18. fali mobilizacyjnej w IV Okręgu Wojskowym. Dywizja została skierowana w kwietniu 1942 r. na front wschodni w ramach Grupy Armii Południe. Walczyła o Charków, Izium i Stalingrad, gdzie została zniszczona w styczniu 1943 razem z całą 6 Armią. 
Jednostkę odbudowano pod koniec 1943 w okupowanej Francji na bazie ocalałego sztabu i skierowano ponownie na front wschodni, gdzie walczyła na łuku Dniepru i o Krzywy Róg. Jesienią 1944 została okrążona w rejonie Kiszyniowa i rozbita. Jej niedobitków przejęły 76 i 15 Dywizja Piechoty operujące na Węgrzech.

## Dowódcy dywizji
- gen. mjr/gen.por. Kurt Hoffman 10 I 1942 – 13 II 1942;
- gen. por. Eccard Freiherr von Gablanz 13 II 1942 – 16 I 1943;
- płk Hans Dörr 16 I 1943 – 31 I 1943;
- gen. por. Hans de Salengre – Drabbe IV 1943 – 28 VII 1944;
- gen. por. Drabisch-Wachter VII 1944 – 1944.

## Struktura organizacyjna
- Skład w styczniu 1942:

534., 535. i 536. pułk piechoty, 384. pułk artylerii, 384. batalion pionierów, 384. oddział przeciwpancerny, 384. oddział łączności;
- Skład w czerwcu 1942:

534., 535. i 536. pułk piechoty, 384. pułk artylerii, 384. batalion pionierów, 384. oddział rozpoznawczy, 384. oddział przeciwpancerny, 384. oddział łączności, 384. polowy batalion zapasowy;
- Skład w marcu 1943:

534., 535. i 536. pułk grenadierów, 384. pułk artylerii, 384. batalion pionierów, 384. oddział rozpoznawczy, 384. oddział przeciwpancerny, 384. oddział łączności, 384. polowy batalion zapasowy;
- Skład w grudniu 1943:

534., 535. i 536. pułk grenadierów, 384. pułk artylerii, 384. batalion pionierów, 384. batalion fizylierów, 384. oddział przeciwpancerny, 384. oddział łączności, 384. polowy batalion zapasowy;

## Znaki używane przez 384 DP

Nr 1.
Nr 2.
Nr 3.